# Éditions Trédaniel
Pour les articles homonymes, voir Trédaniel (homonymie).
Les Éditions Trédaniel sont un groupe d'édition français fondé en 1974 par Guy Trédaniel,  situé à Paris, et spécialisé dans les domaines du bien-être, des médecines naturelles, des traditions occidentales et orientales, des arts martiaux et du développement personnel. 
Le groupe comprend une quinzaine de maisons d’éditions et marques éditoriales : Guy Trédaniel Éditeur, Contre-dires, Le Courrier du livre, Dervy, Médicis, Almora, Exergue, Véga, Josette Lyon, Entrelacs, Exergue, Le Relié, Le Temps Apprivoisé, Intuitives.

## Présentation

### Ligne éditoriale
La ligne éditoriale de cette maison d'édition se focalise sur les domaines des pseudosciences, de l'ésotérisme, des croyances, de la divination, de la médecine non conventionnelle, du développement personnel et d'autres domaines.   
Pour Les Jours, cette maison d'édition accueille trop de « charlatans » et  « encore d'autres thérapeutes vendeurs de traitements alternatifs ».   

### Catalogue

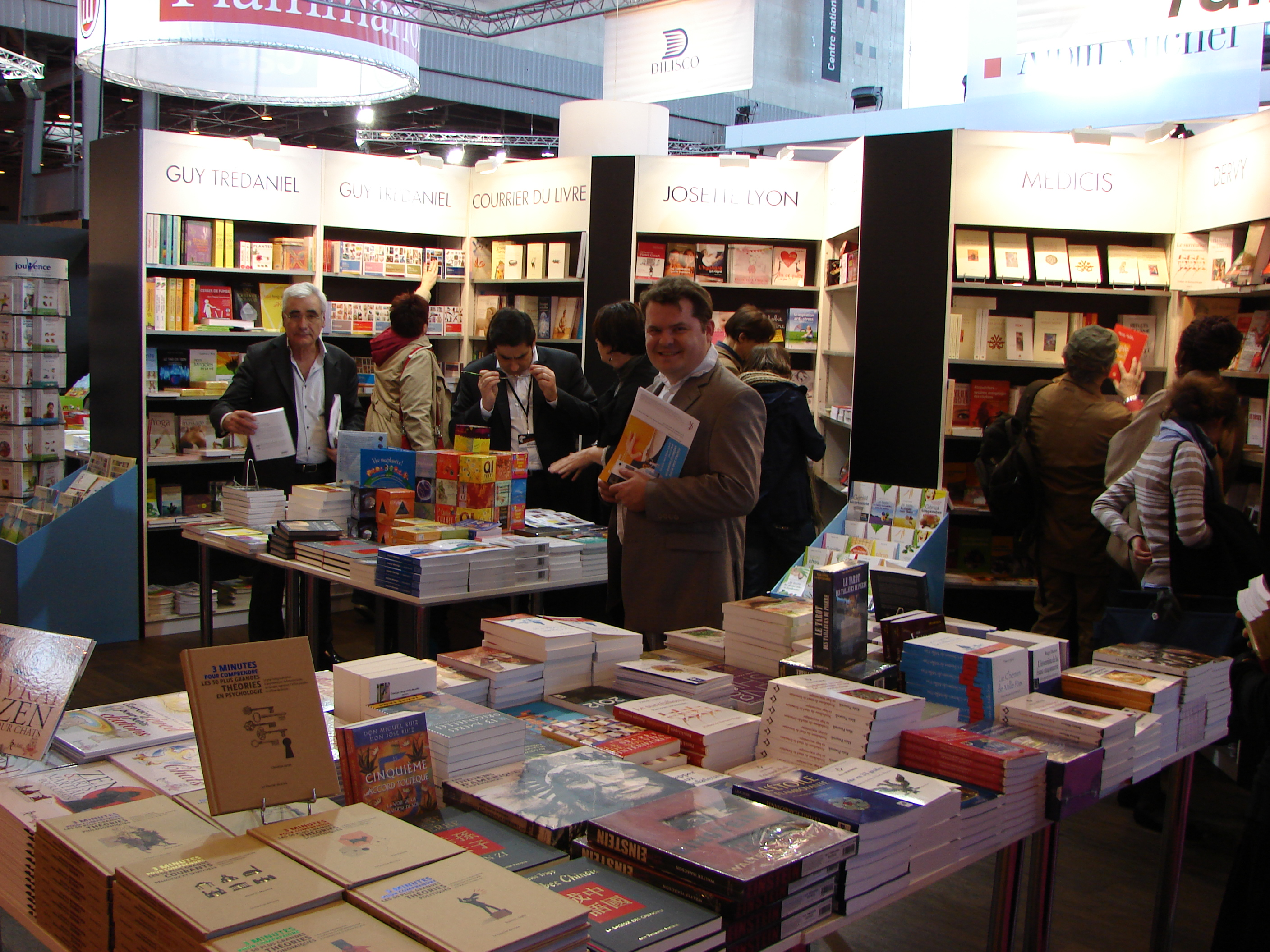
Les éditions Trédaniel au Salon du livre 2012.

## Principaux auteurs
- Nathalie Marquay
- Pascal Bataille
- Georges Fenech
- Florence Belkacem
- Vincent Cespedes
- Audrey Fella
- Bertrand Vergely
- Marc de Smedt
- Thích Nhất Hạnh
- Daniel Odier
- Jay Shetty
- Deepak Chopra
- Don Miguel Ruiz
- Annick de Souzenelle
- Sœur Catherine (ermite)

Guy Trédaniel publie en France en 2009 un best-seller, La Cabane, de l'Américain William Paul Young alors inconnu en France, qui avait auto-édité son livre aux États-Unis.

## Condamnation
En 2019, la maison d'édition est condamnée pour parasitisme pour avoir profité indûment d'un ouvrage rédigé par Salah Guemriche pour commercialiser à son tour un livre d'Alain Rey.